# Pinolina
Pinolina nota anche come pinealina, metossitriptolina 5-e 6-metossi-1 ,2,3,4-tetraidro-β-carboline o 6-MeO-THBC, R-42. è una beta-carbolina, ormone neurotrasmettitore presente nella ghiandola pineale durante il metabolismo della melatonina.
L'attività biologica di questa molecola è di interesse come un potenziale radicale libero antiossidante, simile alla funzione della melatonina. 
La pinolina agisce anche come un inibitore delle MAO (I-MAO).
Si pensa che questo ormone giochi un ruolo fondamentale nelle esperienze dei sogni lucidi.